# Eliomys
Genre
Eliomys est un genre de rongeur de la famille des Gliridae.

## Liste des espèces
Selon ITIS (3 août 2017) et Mammal Species of the World (version 3, 2005)  (3 août 2017) :
- Eliomys melanurus - lérot d'Arabie
- Eliomys quercinus - lérot
- Eliomys munbyanus - lérot du Maghreb